# Andreas Laely

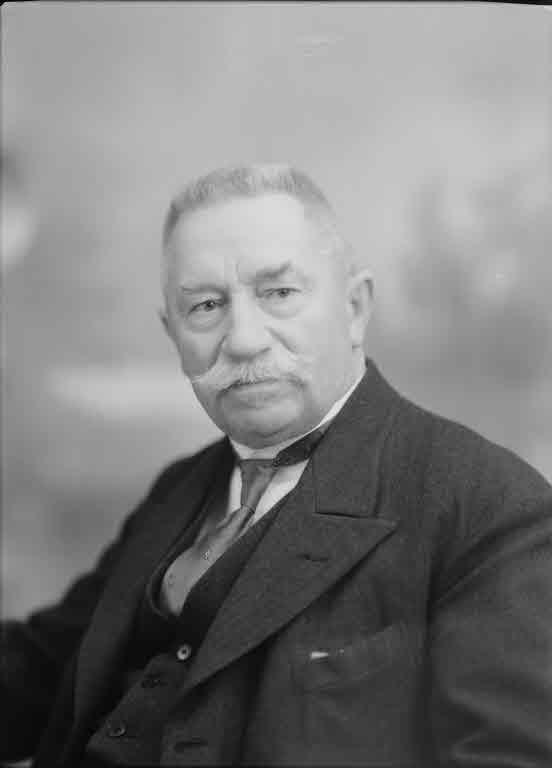
Andreas Laely (ca. 1930)

Andreas Laely (* 31. Januar 1864 in Davos Glaris; † 4. Oktober 1955 in Davos Platz; reformiert, heimatberechtigt in Davos) war ein Schweizer Politiker (FDP), Redaktor und Lokalhistoriker.

## Biografie
Andreas Laely kam am 31. Januar 1864 als Sohn des Landwirts Kaspar Laely und der Margaretha geborene Meisser auf die Welt. Laely besuchte das Lehrerseminar Chur, an dem er 1883 das Patent erhielt. Anschliessend unterrichtete er in Appenzell und Davos.
Zudem war Andreas Laely von 1894 bis 1897 als Redakteur sowie von 1897 bis 1908 als Chefredakteur der Davoser Zeitung tätig. Von 1918 bis 1920 leitete er des kantonale Amt für Kriegsmassnahmen. Im Anschluss wirkte Laely bis 1936 als Chefredakteur des Freien Rätiers. Ferner fungierte Laely zwischen 1923 und 1952 als Verwaltungsratspräsident der Bündner Kraftwerke. Andreas Laely machte sich auch als Lokalhistoriker einen Namen.
Andreas Laely, der mit Deta, der Tochter des Landwirts Christian Conrad, verheiratet war, verstarb am 4. Oktober 1955 im Alter von 91 Jahren in Davos Platz.

## Politik
Laely, Mitglied der FDP, amtierte zunächst von 1901 bis 1908 als Landammann der Landschaft Davos. Auf kantonaler Ebene gehörte er zwischen 1901 und 1908 sowie 1917 und 1927 dem Bündner Grossen Rat, von dem er 1920 zum Standespräsidenten gewählt wurde, an. Des Weiteren war Laely von 1909 bis 1917 als Leiter des Erziehungsdepartements im Kleinen Rat vertreten. Laely stand zwischen 1913 und 1931 der Bündner FDP als Präsident vor.
Darüber hinaus fungierte Laely von 1913 bis 1935 als Mitglied des Ständerates, den er 1932/1933 präsidierte. Andreas Laely galt als massgebender Davoser Politiker beim Ausbau des Kurorts nach der Jahrhundertwende und als Förderer der Bahnlinie nach Filisur.

## Werke
- Davoser Heimatkunde. 1952, 2. Auflage 1984.
- Ueber die Dehydratation aliphatischer Alkohole zu Aethern. 1948.